# Democratici Liberali Uniti
I Democratici Liberali Uniti (in coreano: 자유민주연합, trasl. Jayu Minju Yeonhap) sono stati un partito politico sudcoreano di orientamento social-conservatore fondato nel 1995.
Ha espresso tre Primi ministri: Kim Jong-pil (1998-2000), Park Tae-joon (2000) e Lee Han-dong (2002-2002).
Si è dissolto nel 2006.

## Risultati
| Elezione          | Voti      | %     | Seggi    |
| ----------------- | --------- | ----- | -------- |
| Parlamentari 1996 | 3.178.474 | 16,17 | 50 / 299 |
| Parlamentari 2000 | 1.859.331 | 9,84  | 17 / 299 |
| Parlamentari 2004 | 600.462   | 2,82  | 4 / 299  |